# Élections cantonales de 1992 dans l'Eure
Les élections cantonales ont eu lieu les 22 et 29 mars 1992.
Lors de ces élections, 22 des 43 cantons de l'Eure ont été renouvelés. Elles ont vu la reconduction de la majorité UDF dirigée par Henri Collard, président du conseil général depuis 1982.

## Résultats à l’échelle du département
Répartition départementale des résultats (2e tour).
- PS (27,08 %)
- PRG (1,45 %)
- Majorité (3 %)
- Verts (2,29 %)
- RPR (21,75 %)
- UDF (27,17 %)
- DVD (12,72 %)
- FN (4,54 %)

| Étiquette      | Étiquette                          | Premier tour | Premier tour | Second tour | Second tour | Sièges |
| Étiquette      | Étiquette                          | Voix         | %            | Voix        | %           | Sièges |
| -------------- | ---------------------------------- | ------------ | ------------ | ----------- | ----------- | ------ |
|                | Parti socialiste                   | 19 768       | 17,13        | 22 161      | 27,08       | 3      |
|                | Parti communiste français          | 8 011        | 6,94         |             |             |        |
|                | Majorité présidentielle            | 6 839        | 5,93         | 2 452       | 3,00        | 2      |
|                | Parti radical de gauche            | 1 556        | 1,35         | 1 189       | 1,45        | 0      |
|                | Extrême gauche                     | 1 055        | 0,91         |             |             |        |
| Gauche         | Gauche                             | 37 229       | 32,26        | 25 802      | 31,53       | 5      |
|                |                                    |              |              |             |             |        |
|                | Union pour la démocratie française | 24 989       | 21,65        | 22 240      | 27,17       | 8      |
|                | Rassemblement pour la République   | 19 756       | 17,12        | 17 801      | 21,75       | 7      |
|                | Front national                     | 14 571       | 12,63        | 3 719       | 4,54        | 0      |
|                | Divers droite                      | 9 371        | 8,12         | 10 413      | 12,72       | 2      |
| Droite         | Droite                             | 68 687       | 59,52        | 54 173      | 66,18       | 17     |
|                |                                    |              |              |             |             |        |
|                | Les Verts                          | 9 485        | 8,22         | 1 872       | 2,29        | 0      |
| Écologistes    | Écologistes                        | 9 485        | 8,22         | 1 872       | 2,29        | 0      |
|                |                                    |              |              |             |             |        |
| Inscrits       | Inscrits                           | 168 194      | 100,00       | 136 842     | 100,00      |        |
| Abstention     | Abstention                         | 47 072       | 27,99        | 48 675      | 35,57       |        |
| Votants        | Votants                            | 121 122      | 72,01        | 88 167      | 64,43       |        |
| Blancs et nuls | Blancs et nuls                     | 5 721        | 4,72         | 6 320       | 7,17        |        |
| Exprimés       | Exprimés                           | 115 401      | 95,28        | 81 847      | 92,83       |        |

## Résultats par canton

### Canton d'Amfreville-la-Campagne
| Candidats      | Candidats          | Étiquette      | Premier tour | Premier tour | Second tour | Second tour |
| Candidats      | Candidats          | Étiquette      | Voix         | %            | Voix        | %           |
| -------------- | ------------------ | -------------- | ------------ | ------------ | ----------- | ----------- |
|                | Christian Lemaire* | UDF            | 2 837        | 42,95        | 3 445       | 61,00       |
|                | Daniel Leho        | PS             | 1 663        | 25,18        | 2 203       | 39,00       |
|                | Joël Leost         | Verts          | 952          | 14,41        |             |             |
|                | Fabrice Cuvelier   | FN             | 758          | 11,48        |             |             |
|                | Didier Pannier     | PCF            | 395          | 5,98         |             |             |
|                |                    |                |              |              |             |             |
| Inscrits       | Inscrits           | Inscrits       | 9 545        | 100,00       | 9 546       | 100,00      |
| Abstention     | Abstention         | Abstention     | 2 599        | 27,23        | 3 448       | 36,12       |
| Votants        | Votants            | Votants        | 6 946        | 72,77        | 6 098       | 63,88       |
| Blancs et nuls | Blancs et nuls     | Blancs et nuls | 341          | 4,91         | 450         | 7,38        |
| Exprimés       | Exprimés           | Exprimés       | 6 605        | 95,09        | 5 648       | 92,62       |

*sortant

### Canton des Andelys
| Candidats      | Candidats         | Étiquette      | Premier tour | Premier tour | Second tour | Second tour |
| Candidats      | Candidats         | Étiquette      | Voix         | %            | Voix        | %           |
| -------------- | ----------------- | -------------- | ------------ | ------------ | ----------- | ----------- |
|                | Bernard Tomasini* | RPR            | 2 609        | 33,59        | 4 349       | 72,96       |
|                | Dominique Baugas  | FN             | 1 064        | 13,70        | 1 612       | 27,04       |
|                | Paul Bonnet       | UDF            | 906          | 11,66        |             |             |
|                | Robert Naveau     | PS             | 880          | 11,33        |             |             |
|                | Olivier Bassine   | Verts          | 675          | 8,69         |             |             |
|                | Patrick Edeline   | PCF            | 552          | 7,11         |             |             |
|                | Kléber Pousseo    | PS             | 544          | 7,00         |             |             |
|                | Madeleine Kieffer | PS             | 537          | 6,91         |             |             |
|                | Paul Baty         | DVD            | 1            | 0,01         |             |             |
|                |                   |                |              |              |             |             |
| Inscrits       | Inscrits          | Inscrits       | 10 969       | 100,00       | 10 969      | 100,00      |
| Abstention     | Abstention        | Abstention     | 2 838        | 25,87        | 3 795       | 34,60       |
| Votants        | Votants           | Votants        | 8 131        | 74,13        | 7 174       | 65,40       |
| Blancs et nuls | Blancs et nuls    | Blancs et nuls | 363          | 4,46         | 1213        | 16,91       |
| Exprimés       | Exprimés          | Exprimés       | 7 768        | 95,54        | 5 961       | 83,09       |

*sortant

### Canton de Beaumesnil
| Candidats      | Candidats        | Étiquette      | Premier tour | Premier tour |
| Candidats      | Candidats        | Étiquette      | Voix         | %            |
| -------------- | ---------------- | -------------- | ------------ | ------------ |
|                | Jacques Prevost* | UDF            | 1 399        | 60,30        |
|                | Bernadette Roux  | PS             | 428          | 18,45        |
|                | Yves Boissard    | FN             | 249          | 10,73        |
|                | Anita Cavedo     | Verts          | 182          | 7,84         |
|                | Rémi Bunel       | PCF            | 62           | 2,67         |
|                |                  |                |              |              |
| Inscrits       | Inscrits         | Inscrits       | 3 277        | 100,00       |
| Abstention     | Abstention       | Abstention     | 845          | 25,79        |
| Votants        | Votants          | Votants        | 2 432        | 74,21        |
| Blancs et nuls | Blancs et nuls   | Blancs et nuls | 112          | 4,61         |
| Exprimés       | Exprimés         | Exprimés       | 2 320        | 95,39        |

*sortant

### Canton de Beaumont-le-Roger
| Candidats      | Candidats             | Étiquette      | Premier tour | Premier tour | Second tour | Second tour |
| Candidats      | Candidats             | Étiquette      | Voix         | %            | Voix        | %           |
| -------------- | --------------------- | -------------- | ------------ | ------------ | ----------- | ----------- |
|                | Serge Desson*         | DVD            | 2 513        | 44,77        | 2 758       | 54,31       |
|                | Jean Paul             | UDF            | 1 683        | 29,98        | 2 320       | 45,69       |
|                | Pierre Brangeon       | FN             | 502          | 8,94         |             |             |
|                | Jean-Pierre Meulemans | PS             | 496          | 8,84         |             |             |
|                | Lucien Coudrel        | PCF            | 419          | 7,46         |             |             |
|                |                       |                |              |              |             |             |
| Inscrits       | Inscrits              | Inscrits       | 8 250        | 100,00       | 8 250       | 100,00      |
| Abstention     | Abstention            | Abstention     | 2 303        | 27,92        | 2 865       | 34,73       |
| Votants        | Votants               | Votants        | 5 947        | 72,08        | 5 385       | 65,27       |
| Blancs et nuls | Blancs et nuls        | Blancs et nuls | 334          | 5,62         | 307         | 5,70        |
| Exprimés       | Exprimés              | Exprimés       | 5 613        | 94,38        | 5 078       | 94,30       |

*sortant

### Canton de Bernay-Est
| Candidats      | Candidats       | Étiquette      | Premier tour | Premier tour | Second tour | Second tour |
| Candidats      | Candidats       | Étiquette      | Voix         | %            | Voix        | %           |
| -------------- | --------------- | -------------- | ------------ | ------------ | ----------- | ----------- |
|                | Jean Quinton*   | UDF            | 1 774        | 36,25        | 2 008       | 45,02       |
|                | Lionel Prevost  | PS             | 1 658        | 33,88        | 2 452       | 54,98       |
|                | Edith Buffet    | Verts          | 648          | 13,24        |             |             |
|                | Philippe Darras | FN             | 464          | 9,48         |             |             |
|                | Louis Glatigny  | PCF            | 350          | 7,15         |             |             |
|                |                 |                |              |              |             |             |
| Inscrits       | Inscrits        | Inscrits       | 7 468        | 100,00       | 7 468       | 100,00      |
| Abstention     | Abstention      | Abstention     | 2 314        | 30,99        | 2 776       | 37,17       |
| Votants        | Votants         | Votants        | 5 154        | 69,01        | 4 692       | 62,83       |
| Blancs et nuls | Blancs et nuls  | Blancs et nuls | 260          | 5,04         | 232         | 4,94        |
| Exprimés       | Exprimés        | Exprimés       | 4 894        | 94,96        | 4 460       | 95,06       |

*sortant

### Canton de Bernay-Ouest
| Candidats      | Candidats           | Étiquette      | Premier tour | Premier tour |
| Candidats      | Candidats           | Étiquette      | Voix         | %            |
| -------------- | ------------------- | -------------- | ------------ | ------------ |
|                | Joël Bourdin*       | UDF            | 1 980        | 52,74        |
|                | Bernard Authesserre | PS             | 552          | 14,70        |
|                | Gabriel Dufils      | Verts          | 515          | 13,72        |
|                | Gérard Beaufilz     | FN             | 460          | 12,25        |
|                | Guy Blin            | PCF            | 247          | 6,58         |
|                |                     |                |              |              |
| Inscrits       | Inscrits            | Inscrits       | 5 936        | 100,00       |
| Abstention     | Abstention          | Abstention     | 1 973        | 33,24        |
| Votants        | Votants             | Votants        | 3 963        | 66,76        |
| Blancs et nuls | Blancs et nuls      | Blancs et nuls | 209          | 5,27         |
| Exprimés       | Exprimés            | Exprimés       | 3 754        | 94,73        |

*sortant

### Canton de Beuzeville
| Candidats      | Candidats        | Étiquette      | Premier tour | Premier tour | Second tour | Second tour |
| Candidats      | Candidats        | Étiquette      | Voix         | %            | Voix        | %           |
| -------------- | ---------------- | -------------- | ------------ | ------------ | ----------- | ----------- |
|                | Joseph Metral    | UDF            | 1 220        | 28,20        | 2 019       | 53,23       |
|                | Henri Pinçon*    | DVD            | 990          | 22,88        | 1 774       | 46,77       |
|                | André Noel       | RPR            | 832          | 19,23        | Retrait     | Retrait     |
|                | Denise Mortreuil | PS             | 536          | 12,39        |             |             |
|                | Michèle Patte    | FN             | 344          | 7,95         |             |             |
|                | Marc Dieuleveut  | Verts          | 257          | 5,94         |             |             |
|                | Jacques Cabot    | PCF            | 147          | 3,40         |             |             |
|                |                  |                |              |              |             |             |
| Inscrits       | Inscrits         | Inscrits       | 6 053        | 100,00       | 6 052       | 100,00      |
| Abstention     | Abstention       | Abstention     | 1 508        | 24,91        | 1 930       | 31,89       |
| Votants        | Votants          | Votants        | 4 545        | 75,09        | 4 122       | 68,11       |
| Blancs et nuls | Blancs et nuls   | Blancs et nuls | 219          | 4,82         | 329         | 7,98        |
| Exprimés       | Exprimés         | Exprimés       | 4 326        | 95,18        | 3 793       | 92,02       |

*sortant

### Canton de Bourgtheroulde-Infreville
| Candidats      | Candidats                 | Étiquette      | Premier tour | Premier tour | Second tour | Second tour |
| Candidats      | Candidats                 | Étiquette      | Voix         | %            | Voix        | %           |
| -------------- | ------------------------- | -------------- | ------------ | ------------ | ----------- | ----------- |
|                | Jean Guenier*             | UDF            | 2 831        | 47,29        | 3 331       | 64,02       |
|                | Jean-Claude Maugard       | Verts          | 707          | 11,81        | 1 872       | 35,98       |
|                | Jocelyne Bessa De Almeida | PS             | 700          | 11,69        |             |             |
|                | Marc Froidefont           | FN             | 665          | 11,11        |             |             |
|                | Laurent Giesbert          | PRG            | 491          | 8,20         |             |             |
|                | Gerard Scheuer            | PCF            | 343          | 5,73         |             |             |
|                | Gilles Moreau             | DVD            | 250          | 4,18         |             |             |
|                |                           |                |              |              |             |             |
| Inscrits       | Inscrits                  | Inscrits       | 8 819        | 100,00       | 8 820       | 100,00      |
| Abstention     | Abstention                | Abstention     | 2 479        | 28,11        | 3 234       | 36,67       |
| Votants        | Votants                   | Votants        | 6 340        | 71,89        | 5 586       | 63,33       |
| Blancs et nuls | Blancs et nuls            | Blancs et nuls | 353          | 5,57         | 383         | 6,86        |
| Exprimés       | Exprimés                  | Exprimés       | 5 987        | 94,43        | 5 203       | 93,14       |

*sortant

### Canton de Breteuil
| Candidats      | Candidats             | Étiquette      | Premier tour | Premier tour | Second tour | Second tour |
| Candidats      | Candidats             | Étiquette      | Voix         | %            | Voix        | %           |
| -------------- | --------------------- | -------------- | ------------ | ------------ | ----------- | ----------- |
|                | Pierre Vittori*       | PS             | 1 753        | 42,51        | 2 179       | 56,19       |
|                | Serge Salitot         | DVD            | 865          | 20,97        | 1 699       | 43,81       |
|                | Bruno Chavet          | UDF            | 664          | 16,10        | Retrait     | Retrait     |
|                | Marcel Despoulains    | FN             | 414          | 10,04        |             |             |
|                | Jean-Luc Richard      | Verts          | 287          | 6,96         |             |             |
|                | Marie-Thérèse Morisse | PCF            | 141          | 3,42         |             |             |
|                |                       |                |              |              |             |             |
| Inscrits       | Inscrits              | Inscrits       | 5 903        | 100,00       | 5 903       | 100,00      |
| Abstention     | Abstention            | Abstention     | 1 584        | 26,83        | 1 858       | 31,48       |
| Votants        | Votants               | Votants        | 4 319        | 73,17        | 4 045       | 68,52       |
| Blancs et nuls | Blancs et nuls        | Blancs et nuls | 195          | 4,51         | 167         | 4,13        |
| Exprimés       | Exprimés              | Exprimés       | 4 124        | 95,49        | 3 878       | 95,87       |

*sortant

### Canton de Conches-en-Ouche
| Candidats      | Candidats        | Étiquette      | Premier tour | Premier tour | Second tour | Second tour |
| Candidats      | Candidats        | Étiquette      | Voix         | %            | Voix        | %           |
| -------------- | ---------------- | -------------- | ------------ | ------------ | ----------- | ----------- |
|                | Alfred Recours   | PS             | 2 454        | 38,39        | 2 843       | 47,58       |
|                | Bernard Duval    | UDF            | 1 894        | 29,63        | 2 496       | 41,77       |
|                | Jean-Marc Doucet | FN             | 961          | 15,03        | 636         | 10,64       |
|                | Jacques Godard   | Verts          | 789          | 12,34        |             |             |
|                | Pierre Vandromme | PCF            | 295          | 4,61         |             |             |
|                |                  |                |              |              |             |             |
| Inscrits       | Inscrits         | Inscrits       | 9 211        | 100,00       | 9 211       | 100,00      |
| Abstention     | Abstention       | Abstention     | 2 473        | 26,85        | 2 977       | 32,32       |
| Votants        | Votants          | Votants        | 6 738        | 73,15        | 6 234       | 67,68       |
| Blancs et nuls | Blancs et nuls   | Blancs et nuls | 345          | 5,12         | 259         | 4,15        |
| Exprimés       | Exprimés         | Exprimés       | 6 393        | 94,88        | 5 975       | 95,85       |

### Canton de Cormeilles
| Candidats      | Candidats        | Étiquette      | Premier tour | Premier tour |
| Candidats      | Candidats        | Étiquette      | Voix         | %            |
| -------------- | ---------------- | -------------- | ------------ | ------------ |
|                | Hervé Morin      | UDF            | 1 349        | 55,65        |
|                | Marcel Passavant | DVD            | 557          | 22,98        |
|                | Patrick Servant  | PS             | 311          | 12,83        |
|                | Jean Sorel       | FN             | 152          | 6,27         |
|                | Vincent Roussel  | PCF            | 55           | 2,27         |
|                |                  |                |              |              |
| Inscrits       | Inscrits         | Inscrits       | 3 308        | 100,00       |
| Abstention     | Abstention       | Abstention     | 777          | 23,49        |
| Votants        | Votants          | Votants        | 2 531        | 76,51        |
| Blancs et nuls | Blancs et nuls   | Blancs et nuls | 107          | 4,23         |
| Exprimés       | Exprimés         | Exprimés       | 2 424        | 95,77        |

### Canton de Damville
| Candidats      | Candidats              | Étiquette      | Premier tour | Premier tour |
| Candidats      | Candidats              | Étiquette      | Voix         | %            |
| -------------- | ---------------------- | -------------- | ------------ | ------------ |
|                | Françoise Charpentier* | RPR            | 1 943        | 60,21        |
|                | Jean-Pierre Lussan     | FN             | 446          | 13,82        |
|                | Jean Lobry             | PRG            | 367          | 11,37        |
|                | Patrick Rajoelina      | PS             | 326          | 10,10        |
|                | Andre Lechat           | PCF            | 145          | 4,49         |
|                |                        |                |              |              |
| Inscrits       | Inscrits               | Inscrits       | 4 606        | 100,00       |
| Abstention     | Abstention             | Abstention     | 1 219        | 26,47        |
| Votants        | Votants                | Votants        | 3 387        | 73,53        |
| Blancs et nuls | Blancs et nuls         | Blancs et nuls | 160          | 4,72         |
| Exprimés       | Exprimés               | Exprimés       | 3 227        | 95,28        |

*sortant

### Canton d'Ecos
| Candidats      | Candidats               | Étiquette      | Premier tour | Premier tour | Second tour | Second tour |
| Candidats      | Candidats               | Étiquette      | Voix         | %            | Voix        | %           |
| -------------- | ----------------------- | -------------- | ------------ | ------------ | ----------- | ----------- |
|                | Michel Jouyet           | RPR            | 2 582        | 39,29        | 3 021       | 48,27       |
|                | Freddy Deschaux-Beaume* | PS             | 2 047        | 31,15        | 2 392       | 38,22       |
|                | Guy Dugres              | FN             | 1 106        | 16,83        | 846         | 13,52       |
|                | Denis Gasiglia          | Verts          | 616          | 9,37         |             |             |
|                | Jacky Allais            | PCF            | 220          | 3,35         |             |             |
|                |                         |                |              |              |             |             |
| Inscrits       | Inscrits                | Inscrits       | 8 998        | 100,00       | 8 998       | 100,00      |
| Abstention     | Abstention              | Abstention     | 2 188        | 24,32        | 2 568       | 28,54       |
| Votants        | Votants                 | Votants        | 6 810        | 75,68        | 6 430       | 71,46       |
| Blancs et nuls | Blancs et nuls          | Blancs et nuls | 239          | 3,51         | 171         | 2,66        |
| Exprimés       | Exprimés                | Exprimés       | 6 571        | 96,49        | 6 259       | 97,34       |

*sortant

### Canton d'Étrépagny
| Candidats      | Candidats             | Étiquette      | Premier tour | Premier tour | Second tour | Second tour |
| Candidats      | Candidats             | Étiquette      | Voix         | %            | Voix        | %           |
| -------------- | --------------------- | -------------- | ------------ | ------------ | ----------- | ----------- |
|                | Michel Quillet*       | UDF            | 1 644        | 35,35        | 1 947       | 45,28       |
|                | Pierre Beaufils       | DVD            | 934          | 20,09        | 1 248       | 29,02       |
|                | Jean-Jacques Pilinski | PS             | 779          | 16,75        | 1 105       | 25,70       |
|                | François Van Kets     | FN             | 590          | 12,69        |             |             |
|                | Rene Henry            | PCF            | 422          | 9,08         |             |             |
|                | Bernard Personnat     | DVD            | 281          | 6,04         |             |             |
|                |                       |                |              |              |             |             |
| Inscrits       | Inscrits              | Inscrits       | 6 517        | 100,00       | 6 516       | 100,00      |
| Abstention     | Abstention            | Abstention     | 1 608        | 24,67        | 2 035       | 31,23       |
| Votants        | Votants               | Votants        | 4 909        | 75,33        | 4 481       | 68,77       |
| Blancs et nuls | Blancs et nuls        | Blancs et nuls | 259          | 5,28         | 181         | 4,04        |
| Exprimés       | Exprimés              | Exprimés       | 4 650        | 94,72        | 4 300       | 95,96       |

*sortant

### Canton d'Evreux-Nord
| Candidats      | Candidats          | Étiquette      | Premier tour | Premier tour | Second tour | Second tour |
| Candidats      | Candidats          | Étiquette      | Voix         | %            | Voix        | %           |
| -------------- | ------------------ | -------------- | ------------ | ------------ | ----------- | ----------- |
|                | Bernard Blois*     | UDF            | 3 332        | 36,36        | 4 674       | 61,88       |
|                | Yves Saussaye      | PS             | 1 607        | 17,53        | 2 879       | 38,12       |
|                | Alain Quesnel      | Verts          | 1 317        | 14,37        |             |             |
|                | Yves Dupont        | FN             | 1 288        | 14,05        |             |             |
|                | Jean-Claude Epiard | PCF            | 786          | 8,58         |             |             |
|                | François Courger   | DVD            | 393          | 4,29         |             |             |
|                | Jean-Noël Rolland  | PS             | 304          | 3,32         |             |             |
|                | Alain Laffeach     | DVD            | 138          | 1,51         |             |             |
|                |                    |                |              |              |             |             |
| Inscrits       | Inscrits           | Inscrits       | 14 254       | 100,00       | 14 255      | 100,00      |
| Abstention     | Abstention         | Abstention     | 4 656        | 32,66        | 6 011       | 42,17       |
| Votants        | Votants            | Votants        | 9 598        | 67,34        | 8 244       | 57,83       |
| Blancs et nuls | Blancs et nuls     | Blancs et nuls | 433          | 4,51         | 691         | 8,38        |
| Exprimés       | Exprimés           | Exprimés       | 9 165        | 95,49        | 7 553       | 91,62       |

*sortant

### Canton d'Evreux-Ouest
| Candidats      | Candidats         | Étiquette      | Premier tour | Premier tour | Second tour | Second tour |
| Candidats      | Candidats         | Étiquette      | Voix         | %            | Voix        | %           |
| -------------- | ----------------- | -------------- | ------------ | ------------ | ----------- | ----------- |
|                | Catherine Nicolas | RPR            | 1 783        | 23,73        | 3 490       | 56,34       |
|                | Didier Laffeach   | PS             | 1 321        | 17,58        | 2 704       | 43,66       |
|                | Pascal Dionis     | Verts          | 1 129        | 15,03        |             |             |
|                | Jean-Pierre Pavon | UDF            | 952          | 12,67        |             |             |
|                | Alain Bereul      | FN             | 884          | 11,77        |             |             |
|                | Michel Leblanc    | PCF            | 784          | 10,44        |             |             |
|                | Paul Coto         | PS             | 660          | 8,78         |             |             |
|                |                   |                |              |              |             |             |
| Inscrits       | Inscrits          | Inscrits       | 11 449       | 100,00       | 11 447      | 100,00      |
| Abstention     | Abstention        | Abstention     | 3 609        | 31,52        | 4 730       | 41,32       |
| Votants        | Votants           | Votants        | 7 840        | 68,48        | 6 717       | 58,68       |
| Blancs et nuls | Blancs et nuls    | Blancs et nuls | 327          | 4,17         | 523         | 7,79        |
| Exprimés       | Exprimés          | Exprimés       | 7 513        | 95,83        | 6 194       | 92,21       |

### Canton de Gaillon
| Candidats      | Candidats           | Étiquette      | Premier tour | Premier tour | Second tour | Second tour |
| Candidats      | Candidats           | Étiquette      | Voix         | %            | Voix        | %           |
| -------------- | ------------------- | -------------- | ------------ | ------------ | ----------- | ----------- |
|                | Jacques Benoni      | RPR            | 1 228        | 32,60        | 1 645       | 45,76       |
|                | Maurice Maire       | PS             | 924          | 24,53        | 1 325       | 36,86       |
|                | Paul Chauvelin      | FN             | 739          | 19,62        | 625         | 17,39       |
|                | Bernard Disson      | Verts          | 533          | 14,15        |             |             |
|                | Jean-Pierre Leblanc | PCF            | 343          | 9,11         |             |             |
|                |                     |                |              |              |             |             |
| Inscrits       | Inscrits            | Inscrits       | 5 496        | 100,00       | 5 495       | 100,00      |
| Abstention     | Abstention          | Abstention     | 1 564        | 28,46        | 1 682       | 30,61       |
| Votants        | Votants             | Votants        | 3 932        | 71,54        | 3 813       | 69,39       |
| Blancs et nuls | Blancs et nuls      | Blancs et nuls | 165          | 4,20         | 218         | 5,72        |
| Exprimés       | Exprimés            | Exprimés       | 3 767        | 95,80        | 3 595       | 94,28       |

### Canton de Louviers-Nord
| Candidats      | Candidats       | Étiquette      | Premier tour | Premier tour | Second tour | Second tour |
| Candidats      | Candidats       | Étiquette      | Voix         | %            | Voix        | %           |
| -------------- | --------------- | -------------- | ------------ | ------------ | ----------- | ----------- |
|                | Jean Recher*    | PS             | 1 837        | 32,80        | 2 566       | 51,81       |
|                | Thierry Brousse | RPR            | 1 615        | 28,83        | 2 387       | 48,19       |
|                | Franck Martin   | EXG            | 1 055        | 18,84        | Retrait     | Retrait     |
|                | Jacky Vassard   | FN             | 825          | 14,73        |             |             |
|                | Bruno Canivet   | PCF            | 269          | 4,80         |             |             |
|                |                 |                |              |              |             |             |
| Inscrits       | Inscrits        | Inscrits       | 8 634        | 100,00       | 8 624       | 100,00      |
| Abstention     | Abstention      | Abstention     | 2 716        | 31,46        | 3 330       | 38,61       |
| Votants        | Votants         | Votants        | 5 918        | 68,54        | 5 294       | 61,39       |
| Blancs et nuls | Blancs et nuls  | Blancs et nuls | 317          | 5,36         | 341         | 6,44        |
| Exprimés       | Exprimés        | Exprimés       | 5 601        | 94,64        | 4 953       | 93,56       |

*sortant

### Canton de Montfort-sur-Risle
| Candidats      | Candidats       | Étiquette      | Premier tour | Premier tour |
| Candidats      | Candidats       | Étiquette      | Voix         | %            |
| -------------- | --------------- | -------------- | ------------ | ------------ |
|                | Francis Courel* | PS             | 2 137        | 64,86        |
|                | Yannick Cazal   | RPR            | 741          | 22,49        |
|                | Pierre Maillard | FN             | 265          | 8,04         |
|                | Claude Lefebvre | PS             | 152          | 4,61         |
|                |                 |                |              |              |
| Inscrits       | Inscrits        | Inscrits       | 4 758        | 100,00       |
| Abstention     | Abstention      | Abstention     | 1 277        | 26,84        |
| Votants        | Votants         | Votants        | 3 481        | 73,16        |
| Blancs et nuls | Blancs et nuls  | Blancs et nuls | 186          | 5,34         |
| Exprimés       | Exprimés        | Exprimés       | 3 295        | 94,66        |

*sortant

### Canton de Nonancourt
| Candidats      | Candidats            | Étiquette      | Premier tour | Premier tour | Second tour | Second tour |
| Candidats      | Candidats            | Étiquette      | Voix         | %            | Voix        | %           |
| -------------- | -------------------- | -------------- | ------------ | ------------ | ----------- | ----------- |
|                | Jean-Louis Debré     | RPR            | 2 259        | 47,09        | 2 909       | 70,99       |
|                | Liliane Meriel-Bussy | PRG            | 698          | 14,55        | 1 189       | 29,01       |
|                | François Brisset     | FN             | 686          | 14,30        |             |             |
|                | Christian Poncet     | UDF            | 524          | 10,92        |             |             |
|                | Michel Bouhou        | Verts          | 383          | 7,98         |             |             |
|                | Paul Caille          | PCF            | 247          | 5,15         |             |             |
|                |                      |                |              |              |             |             |
| Inscrits       | Inscrits             | Inscrits       | 6 895        | 100,00       | 6 895       | 100,00      |
| Abstention     | Abstention           | Abstention     | 1 892        | 27,44        | 2 572       | 37,30       |
| Votants        | Votants              | Votants        | 5 003        | 72,56        | 4 323       | 62,70       |
| Blancs et nuls | Blancs et nuls       | Blancs et nuls | 206          | 4,12         | 225         | 5,20        |
| Exprimés       | Exprimés             | Exprimés       | 4 797        | 95,88        | 4 098       | 94,80       |

### Canton de Pacy-sur-Eure
| Candidats      | Candidats         | Étiquette      | Premier tour | Premier tour |
| Candidats      | Candidats         | Étiquette      | Voix         | %            |
| -------------- | ----------------- | -------------- | ------------ | ------------ |
|                | Jean-Luc Miraux*  | RPR            | 4 164        | 61,91        |
|                | Philippe Courtois | FN             | 1 148        | 17,07        |
|                | Loic Morin        | PS             | 799          | 11,88        |
|                | Florent Ferrari   | PCF            | 615          | 9,14         |
|                |                   |                |              |              |
| Inscrits       | Inscrits          | Inscrits       | 9 455        | 100,00       |
| Abstention     | Abstention        | Abstention     | 2 423        | 25,63        |
| Votants        | Votants           | Votants        | 7 032        | 74,37        |
| Blancs et nuls | Blancs et nuls    | Blancs et nuls | 306          | 4,35         |
| Exprimés       | Exprimés          | Exprimés       | 6 726        | 95,65        |

*sortant

### Canton de Pont-de-l'Arche
| Candidats      | Candidats        | Étiquette      | Premier tour | Premier tour | Second tour | Second tour |
| Candidats      | Candidats        | Étiquette      | Voix         | %            | Voix        | %           |
| -------------- | ---------------- | -------------- | ------------ | ------------ | ----------- | ----------- |
|                | Gérard Saillot*  | DVD            | 1 966        | 33,43        | 2 934       | 59,89       |
|                | François Loncle  | PS             | 1 202        | 20,44        | 1 965       | 40,11       |
|                | Gaetan Levitre   | PCF            | 1 174        | 19,96        | Retrait     | Retrait     |
|                | Raymond Drouin   | FN             | 561          | 9,54         |             |             |
|                | Eric Pinel       | Verts          | 495          | 8,42         |             |             |
|                | Lucien Ben Natan | DVD            | 483          | 8,21         |             |             |
|                |                  |                |              |              |             |             |
| Inscrits       | Inscrits         | Inscrits       | 8 393        | 100,00       | 8 393       | 100,00      |
| Abstention     | Abstention       | Abstention     | 2 227        | 26,53        | 2 864       | 34,12       |
| Votants        | Votants          | Votants        | 6 166        | 73,47        | 5 529       | 65,88       |
| Blancs et nuls | Blancs et nuls   | Blancs et nuls | 285          | 4,62         | 630         | 11,39       |
| Exprimés       | Exprimés         | Exprimés       | 5 881        | 95,38        | 4 899       | 88,61       |

*sortant